# Postal Savings Bank of China
Postal Savings Bank of China — китайский почтово-сберегательный банк, крупнейший банк КНР по количеству отделений (более 40 тысяч), 7-й крупнейший банк страны по размеру активов.
В списке крупнейших публичных компаний мира Forbes Global 2000 за 2019 год Postal Savings Bank Of China (PSBC) занял 60-е место, в том числе 130-е по обороту, 79-е по чистой прибыли, 23-е по активам и 24-е по рыночной капитализации.

## История
В 1986 году при почтовой службе КНР был создан почтово-сберегательный банк, в 2007 году в ходе реорганизации почты он стал отдельной структурой в составе Почтовой группы Китая (China Post Group). В 2016 году было проведено первичное размещение акций банка на Гонконгской фондовой бирже, принесшее $7,4 млрд. Контрольный пакет акций остался у China Post Group (на конец 2018 года 68,92 %).

## Деятельность
Основным направлением деятельности является работа с частными клиентами (на конец 2020 года их было 600 млн, или 40 % населения КНР), подразделение розничного банкинга даёт более половины выручки (164 млрд из 261 млрд юаней), на корпоративный банкинг приходится 56 млрд юаней, на казначейские услуги — 41 млрд юаней. Банком выпущено более млрд дебетовых карт и 36,8 млн кредитных карт. Активы под управлением на конец 2020 года превысили трлн юаней.
Почти вся выручка банка приходится на чистый процентный доход, 253 млрд из 287 млрд юаней в 2020 году (процентный доход — 360 млрд, расход — 126 млрд юаней).
Депозиты, принятые банком, на конец 2020 года составляли 10,358 трлн юаней ($1,589 трлн, из них 8,53 трлн юаней приходилось на депозиты частных лиц). Из активов банка выданные кредиты составляли 5,512 трлн юаней, инвестиции — 3,916 трлн юаней (преимущественно гособлигации и облигации финансовых институтов).
| Год                 | 2013  | 2014  | 2015  | 2016  | 2017  | 2018  | 2019   | 2020   |
| ------------------- | ----- | ----- | ----- | ----- | ----- | ----- | ------ | ------ |
| Выручка             | 173,9 | 173,9 | 190,6 | 189,6 | 224,9 | 261,2 | 277,1  | 286,5  |
| Чистая прибыль      | 29,67 | 32,57 | 34,86 | 39,78 | 47,71 | 52,38 | 61,04  | 64,32  |
| Активы              | 5574  | 6298  | 7296  | 8266  | 9013  | 9516  | 10 217 | 11 353 |
| Собственный капитал | 141,0 | 187,9 | 270,4 | 346,5 | 431,0 | 474,4 | 543,9  | 671,8  |